# Koritnica (gmina Tolmin)
Koritnica – wieś w Słowenii, w gminie Tolmin. W 2018 roku liczyła 133 mieszkańców.